# Чемпіонат України з футболу 2008—2009: Прем'єр-ліга (склади команд)
Прізвища, імена і по батькові футболістів подано згідно з офіційним сайтом ФФУ.

## «Арсенал» (Київ)
Головний тренер: Олександр Заваров
| №            | Футболіст                        | Дата народження   | Країна                           | Ігри     | Голи     |
| Воротарі     | Воротарі                         | Воротарі          | Воротарі                         | Воротарі | Воротарі |
| ------------ | -------------------------------- | ----------------- | -------------------------------- | -------- | -------- |
| 17           | Деонас Вадим Володимирович       | 25 липня 1975     | Україна                          | 2        | 5п       |
| 1            | Рева Віталій Григорович          | 19 листопада 1974 | Україна                          | 28       | 28п      |
| Захисники    |                                  |                   |                                  |          |          |
| 16           | Євсєєв Євген Васильович          | 16 квітня 1987    | Україна                          | 29       | 0        |
| 29           | Єщенко Андрій Олегович           | 9 лютого 1984     | Росія                            | 11       | 0        |
| 5            | Беньо Юрій Володимирович         | 25 квітня 1974    | Україна                          | 9        | 0        |
| 15           | Літовченко Сергій Вікторович     | 30 січня 1979     | Україна                          | 9        | 0        |
| 29           | Мандзюк Віталій Васильович       | 24 січня 1986     | Україна                          | 15       | 0        |
| 39           | Матюхін Сергій Володимирович     | 21 березня 1980   | Україна                          | 12       | 1        |
| 3            | Распопов Андрій Миколайович      | 25 червня 1978    | Україна                          | 11       | 0        |
| 4            | Симоненко Сергій Юрійович        | 12 червня 1981    | Україна                          | 25       | 3        |
| 33           | Хомин Андрій Михайлович          | 2 січня 1982      | Україна                          | 26       | 0        |
| 5            | Шершун Богдан Миколайович        | 14 травня 1981    | Україна                          | 13       | 2        |
| Півзахисники |                                  |                   |                                  |          |          |
| 99           | Да Сільва Соуза Алан             | 9 грудня 1987     | Бразилія                         | 3        | 0        |
| 38           | Богданов Андрій Євгенович        | 21 січня 1990     | Україна                          | 1        | 0        |
| 8            | Гусєв Ролан Олександрович        | 17 вересня 1977   | Росія                            | 8        | 0        |
| 13           | Ессола Чамба Пауль Ерве          | 13 грудня 1981    | Франція                          | 10       | 0        |
| 88           | Заваров Валерій Олександрович    | 16 серпня 1988    | Україна                          | 12       | 0        |
| 9            | Закарлюка Сергій Володимирович   | 17 серпня 1976    | Україна                          | 25       | 2        |
| 22           | Захаревич Ярослав Олегович       | 24 вересня 1989   | Україна                          | 1        | 0        |
| 6            | Кузнецов Сергій В'ячеславович    | 3 листопада 1979  | Білорусь                         | 24       | 0        |
| 37           | Мепорія Іка Гурамович            | 26 січня 1989     | Україна                          | 1        | 0        |
| 2            | Старгородський Артем Сергійович  | 17 січня 1982     | Україна                          | 23       | 0        |
| 8            | Шмаков Євген Вікторович          | 7 червня 1985     | Україна                          | 4        | 0        |
| Нападники    |                                  |                   |                                  |          |          |
| 35           | Іващенко Олександр Володимирович | 19 лютого 1985    | Україна                          | 2        | 0        |
| 18           | Біто Сендлей Сідней              | 20 липня 1983     | Нідерландські Антильські острови | 9        | 0        |
| 19           | Джакобія Лаша                    | 20 серпня 1980    | Грузія                           | 10       | 2        |
| 11           | Дос Сантос Сільва Жоземар        | 18 жовтня 1980    | Бразилія                         | 20       | 3        |
| 10           | Лисенко Володимир Володимирович  | 20 квітня 1988    | Україна                          | 22       | 4        |
| 7            | Мазілу Йонуц Костінел            | 9 лютого 1982     | Румунія                          | 13       | 4        |
| 7            | Олійник Денис Вікторович         | 16 червня 1987    | Україна                          | 16       | 5        |
| 20           | Півненко Сергій Сергійович       | 19 жовтня 1984    | Україна                          | 13       | 0        |
| 14           | Рибальченко Вадим Валерійович    | 24 листопада 1988 | Україна                          | 3        | 0        |

## «Ворскла» (Полтава)
Головний тренер: Микола Павлов
| №            | Футболіст                       | Дата народження   | Країна             | Ігри     | Голи     |
| Воротарі     | Воротарі                        | Воротарі          | Воротарі           | Воротарі | Воротарі |
| ------------ | ------------------------------- | ----------------- | ------------------ | -------- | -------- |
| 12           | Величко Сергій Миколайович      | 9 серпня 1976     | Україна            | 2        | 2п       |
| 1            | Долганський Сергій Миколайович  | 15 вересня 1974   | Україна            | 28       | 24п      |
| Захисники    |                                 |                   |                    |          |          |
| 33           | Бойко Андрій Борисович          | 27 квітня 1981    | Україна            | 7        | 1        |
| 4            | Даллку Арменд                   | 16 червня 1983    | Албанія            | 28       | 0        |
| 32           | Джурічіч Саша                   | 1 серпня 1979     | Хорватія           | 3        | 1        |
| 5            | Краснопьоров Олег Володимирович | 25 липня 1980     | Україна            | 28       | 0        |
| 8            | Кулаков Денис Єрмилович         | 1 травня 1986     | Україна            | 26       | 1        |
| 25           | Медведєв Геннадій Миколайович   | 7 лютого 1975     | Україна            | 23       | 0        |
| 23           | Пєсков Євген Віталійович        | 22 вересня 1981   | Україна            | 1        | 0        |
| 20           | Цуррі Дебатік                   | 28 грудня 1983    | Албанія            | 28       | 4        |
| 48           | Чеснаков Володимир Геннадійович | 12 листопада 1988 | Україна            | 14       | 0        |
| 37           | Ярмаш Григорій Петрович         | 4 січня 1985      | Україна            | 23       | 0        |
| Півзахисники |                                 |                   |                    |          |          |
| 70           | Єсін Дмитро Олександрович       | 15 квітня 1980    | Україна            | 27       | 2        |
| 18           | Безус Роман Анатолійович        | 26 вересня 1990   | Україна            | 1        | 0        |
| 3            | Деспотовський Філіп             | 18 листопада 1982 | Північна Македонія | 26       | 1        |
| 14           | Кравченко Сергій Сергійович     | 24 квітня 1983    | Україна            | 17       | 4        |
| 7            | Йован Маркоський                | 23 червня 1980    | Сербія             | 28       | 6        |
| 9            | Ярошенко Костянтин Юрійович     | 12 вересня 1986   | Україна            | 4        | 1        |
| Нападники    |                                 |                   |                    |          |          |
| 21           | Главіна Деніс                   | 3 березня 1986    | Хорватія           | 25       | 3        |
| 40           | Локтіонов Роман Борисович       | 18 жовтня 1986    | Україна            | 8        | 0        |
| 7            | Сачко Василь Вікторович         | 3 травня 1975     | Україна            | 21       | 4        |
| 31           | Чичиков Олексій Григорович      | 30 вересня 1987   | Україна            | 20       | 0        |
| 27           | Янузі Ахмед                     | 8 липня 1988      | Албанія            | 21       | 2        |

## «Динамо» (Київ)
Головний тренер: Юрій Сьомін
| №            | Футболіст                           | Дата народження   | Країна     | Ігри     | Голи     |
| Воротарі     | Воротарі                            | Воротарі          | Воротарі   | Воротарі | Воротарі |
| ------------ | ----------------------------------- | ----------------- | ---------- | -------- | -------- |
| 31           | Богуш Станіслав Олександрович       | 25 жовтня 1983    | Україна    | 20       | 10п      |
| 1            | Шовковський Олександр Володимирович | 2 січня 1975      | Україна    | 10       | 9п       |
| Захисники    |                                     |                   |            |          |          |
| 3            | Амансіо Еберт Вілліан               | 11 листопада 1983 | Бразилія   | 24       | 0        |
| 15           | Діакат Папа Маліку                  | 21 червня 1984    | Франція    | 13       | 1        |
| 2            | Допілка Олег Васильович             | 12 березня 1986   | Україна    | 1        | 0        |
| 30           | Ель Каддурі Бадр                    | 31 січня 1981     | Марокко    | 23       | 1        |
| 29           | Мандзюк Віталій Васильович          | 24 січня 1986     | Україна    | 6        | 0        |
| 26           | Несмачний Андрій Миколайович        | 28 лютого 1979    | Україна    | 22       | 2        |
| 23           | Романчук Олександр Володимирович    | 21 жовтня 1984    | Україна    | 5        | 0        |
| 6            | Сабліч Горан                        | 4 серпня 1979     | Хорватія   | 7        | 0        |
| Півзахисники |                                     |                   |            |          |          |
| 11           | Єременко Роман Олексійович          | 19 березня 1987   | Фінляндія  | 19       | 1        |
| 8            | Алієв Олександр Олександрович       | 3 лютого 1985     | Україна    | 26       | 13       |
| 32           | Асатіані Малхаз                     | 4 серпня 1981     | Грузія     | 11       | 0        |
| 37           | Юссуф Атанда Аїла                   | 4 листопада 1984  | Нігерія    | 11       | 0        |
| 5            | Вукоєвіч Огнєн                      | 20 грудня 1983    | Хорватія   | 27       | 2        |
| 4            | Гіоане Тіберіу                      | 18 червня 1981    | Румунія    | 21       | 9        |
| 20           | Гусєв Олег Анатолійович             | 25 квітня 1983    | Україна    | 9        | 0        |
| 49           | Зозуля Роман Вячеславович           | 17 листопада 1989 | Україна    | 11       | 1        |
| 7            | Корреа Карлос Родріго               | 29 грудня 1980    | Бразилія   | 11       | 1        |
| 14           | Кравченко Сергій Сергійович         | 24 квітня 1983    | Україна    | 9        | 1        |
| 17           | Михалик Тарас Володимирович         | 28 жовтня 1983    | Україна    | 18       | 2        |
| 9            | Морозюк Микола Миколайович          | 17 січня 1988     | Україна    | 5        | 0        |
| 36           | Нінковіч Мілош                      | 25 грудня 1984    | Сербія     | 20       | 5        |
| 18           | Теміле Франк                        | 15 липня 1990     | Нігерія    | 1        | 0        |
| 19           | Чернат Флорін Лучіан                | 10 травня 1980    | Румунія    | 3        | 1        |
| Нападники    |                                     |                   |            |          |          |
| 10           | Бангура Ісмаель                     | 2 січня 1985      | Гвінея     | 26       | 13       |
| 22           | Кравець Артем Анатолійович          | 3 червня 1989     | Україна    | 12       | 4        |
| 25           | Мілевський Артем Володимирович      | 12 січня 1985     | Україна    | 24       | 10       |
| 77           | Мільомем Гусмао Гіл'єрме            | 22 жовтня 1988    | Бразилія   | 2        | 3        |
| 16           | Шацьких Максим Олександрович        | 30 серпня 1978    | Узбекистан | 6        | 0        |
| 70           | Ярмоленко Андрій Миколайович        | 23 жовтня 1989    | Україна    | 10       | 0        |

## «Дніпро» (Дніпропетровськ)
Головні тренери: Олег Протасов (2008), Володимир Безсонов (2008-2009)
| №            | Футболіст                            | Дата народження   | Країна      | Ігри     | Голи     |
| Воротарі     | Воротарі                             | Воротарі          | Воротарі    | Воротарі | Воротарі |
| ------------ | ------------------------------------ | ----------------- | ----------- | -------- | -------- |
| 12           | Боровик Євген Анатолійович           | 2 березня 1985    | Україна     | 11       | 9п       |
| 32           | Каніболоцький Антон Олегович         | 16 травня 1988    | Україна     | 2        | 2п       |
| 23           | Кернозенко Вячеслав Сергійович       | 4 червня 1976     | Україна     | 8        | 7п       |
| 1            | Старцев Максим Олександрович         | 20 січня 1980     | Україна     | 10       | 7п       |
| Захисники    |                                      |                   |             |          |          |
| 13           | Єщенко Андрій Олегович               | 9 лютого 1984     | Росія       | 6        | 0        |
| 21           | Мендес де Арауйо Алв Алсідес Едуардо | 13 березня 1985   | Бразилія    | 10       | 0        |
| 22           | Андрієнко Денис Андрійович           | 12 квітня 1980    | Україна     | 1        | 0        |
| 27           | Де Олівейра Мораіс Давідсон          | 18 липня 1981     | Бразилія    | 7        | 0        |
| 19           | Денисов Віталій Генадійович          | 23 лютого 1987    | Узбекистан  | 22       | 1        |
| 2            | Клімавічюс Лінас                     | 10 квітня 1989    | Литва       | 1        | 0        |
| 44           | Лисицький Віталій Сергійович         | 16 квітня 1982    | Україна     | 26       | 3        |
| 24           | Лоло Ігор                            | 22 липня 1982     | Кот-д'Івуар | 2        | 0        |
| 35           | Пашаєв Максим Вагіфович              | 4 січня 1988      | Україна     | 17       | 0        |
| 16           | Русол Андрій Анатолійович            | 16 січня 1983     | Україна     | 27       | 1        |
| 3            | Сердюк Вячеслав Олександрович        | 28 січня 1985     | Україна     | 8        | 0        |
| 4            | Шершун Богдан Миколайович            | 14 травня 1981    | Україна     | 6        | 0        |
| Півзахисники |                                      |                   |             |          |          |
| 22           | Бартуловіч Младен                    | 5 жовтня 1986     | Хорватія    | 4        | 0        |
| 8            | Гоцірідзе Бека                       | 17 серпня 1988    | Грузія      | 3        | 0        |
| 3            | Грицай Олександр Анатолійович        | 30 вересня 1977   | Україна     | 2        | 0        |
| 88           | Гусєв Ролан Олександрович            | 17 вересня 1977   | Росія       | 4        | 0        |
| 26           | Калініченко Максим Сергійович        | 26 січня 1979     | Україна     | 25       | 5        |
| 20           | Канкава Джаба Георгійович            | 18 березня 1986   | Грузія      | 3        | 0        |
| 90           | Карноза Артур Олександрович          | 2 серпня 1990     | Україна     | 3        | 0        |
| 39           | Льопа Дмитро Сергійович              | 23 листопада 1988 | Україна     | 15       | 1        |
| 26           | Назаренко Сергій Юрійович            | 16 лютого 1980    | Україна     | 29       | 5        |
| 29           | Ротань Руслан Петрович               | 29 жовтня 1981    | Україна     | 26       | 3        |
| 18           | Феррейра Осмар Даніель               | 9 січня 1983      | Аргентина   | 14       | 0        |
| 25           | Холек Маріо                          | 28 жовтня 1986    | Чехія       | 19       | 0        |
| 30           | Шахов Євген Євгенович                | 30 листопада 1990 | Україна     | 9        | 1        |
| 6            | Шелаєв Олег Миколайович              | 5 листопада 1976  | Україна     | 7        | 0        |
| Нападники    |                                      |                   |             |          |          |
| 7            | Бєлік Олексій Григорович             | 15 лютого 1981    | Україна     | 18       | 4        |
| 11           | Воробєй Андрій Олексійович           | 29 листопада 1978 | Україна     | 21       | 5        |
| 9            | Гоменюк Володимир Михайлович         | 19 липня 1985     | Україна     | 13       | 4        |
| 49           | Каверін Віталій Вікторович           | 4 вересня 1990    | Україна     | 4        | 0        |
| 8            | Корніленко Сергій Олександрович      | 14 червня 1983    | Білорусь    | 4        | 1        |
| 42           | Коноплянка Євген Олегович            | 29 вересня 1989   | Україна     | 12       | 0        |
| 9            | Мазілу Йонуц Костінел                | 9 лютого 1982     | Румунія     | 1        | 0        |
| 10           | Самодін Сергій Олександрович         | 14 лютого 1985    | Росія       | 8        | 0        |

## «Зоря» (Луганськ)
Головні тренери: Анатолій Волобуєв (2008-2009), Юрій Дудник (2009)
| №            | Футболіст                        | Дата народження   | Країна     | Ігри     | Голи     |
| Воротарі     | Воротарі                         | Воротарі          | Воротарі   | Воротарі | Воротарі |
| ------------ | -------------------------------- | ----------------- | ---------- | -------- | -------- |
| 33           | Комарицький Андрій Андрійович    | 2 лютого 1982     | Україна    | 26       | 40п      |
| 22           | Тлумак Андрій Богданович         | 7 березня 1979    | Україна    | 5        | 5п       |
| Захисники    |                                  |                   |            |          |          |
| 29           | Єрмак Олег Васильович            | 9 березня 1986    | Україна    | 11       | 0        |
| 23           | Болохан Вадим                    | 15 серпня 1986    | Молдова    | 19       | 0        |
| 2            | Гаврюшов Андрій Валерійович      | 24 вересня 1977   | Україна    | 12       | 0        |
| 16           | Гринченко Андрій Вікторович      | 23 січня 1986     | Україна    | 17       | 0        |
| 5            | Дурай Тарас Богданович           | 31 липня 1984     | Україна    | 10       | 0        |
| 5            | Коротецький Ігор Олександрович   | 13 вересня 1987   | Україна    | 9        | 0        |
| 28           | Курілов Олексій Миколайович      | 24 квітня 1988    | Україна    | 9        | 2        |
| 4            | Омоко Оровіанор Гаррісон         | 12 грудня 1981    | Нігерія    | 24       | 0        |
| 3            | Половков Олександр Іванович      | 4 жовтня 1979     | Україна    | 5        | 0        |
| 13           | Сімінін Сергій Федорович         | 9 жовтня 1987     | Україна    | 1        | 0        |
| 38           | Храмцов Олексій Володимирович    | 8 листопада 1975  | Україна    | 11       | 0        |
| Півзахисники |                                  |                   |            |          |          |
| 27           | Гомес Гарсія Рубен Марсело       | 26 січня 1984     | Аргентина  | 22       | 0        |
| 14           | Джіхані Паріт                    | 18 липня 1983     | Албанія    | 25       | 10       |
| 18           | Годой Алвеш Жуніор Луіс Антоніо  | 20 вересня 1978   | Бразилія   | 14       | 4        |
| 6            | Каменюка Микита Олександрович    | 3 червня 1985     | Україна    | 30       | 0        |
| 17           | Колесниченко Сергій Геннадійович | 23 січня 1987     | Україна    | 13       | 0        |
| 7            | Райчевіч Мірко                   | 22 березня 1982   | Чорногорія | 29       | 2        |
| 8            | Скоба Ігор Олегович              | 21 травня 1982    | Україна    | 13       | 1        |
| 40           | Ховбоша Дмитро Вікторович        | 5 лютого 1989     | Україна    | 1        | 0        |
| 10           | Цімакурідзе Гіоргі               | 10 листопада 1983 | Грузія     | 25       | 2        |
| 11           | Шевчук Сергій Миколайович        | 18 червня 1985    | Україна    | 22       | 1        |
| Нападники    |                                  |                   |            |          |          |
| 9            | Антонов Олексій Геннадійович     | 8 травня 1986     | Україна    | 13       | 3        |
| 20           | Бага Жюль Ів Стефан              | 14 червня 1987    | Камерун    | 18       | 1        |
| 19           | Діденко Анатолій Олександрович   | 9 червня 1982     | Україна    | 11       | 1        |
| 15           | Нгаха Пунгу Колінс Стробель      | 26 вересня 1981   | Камерун    | 1        | 1        |
| 39           | Костюк Василь Євгенович          | 9 лютого 1989     | Україна    | 4        | 0        |
| 21           | Молдован Дмитро Васильович       | 31 березня 1987   | Україна    | 7        | 0        |
| 41           | Сікорський Ігор Олександрович    | 29 липня 1988     | Україна    | 5        | 0        |

## «Іллічівець» (Маріуполь)
Головні тренери: Олександр Іщенко (2008), Ілля Близнюк (2008-2009)
| №            | Футболіст                        | Дата народження  | Країна   | Ігри     | Голи     |
| Воротарі     | Воротарі                         | Воротарі         | Воротарі | Воротарі | Воротарі |
| ------------ | -------------------------------- | ---------------- | -------- | -------- | -------- |
| 1            | Глущенко Андрій Олександрович    | 18 березня 1974  | Україна  | 8        | 11п      |
| 99           | Шуховцев Ігор Вікторович         | 13 липня 1971    | Україна  | 22       | 43п      |
| Захисники    |                                  |                  |          |          |          |
| 2            | Камдем Камдем Ерік               | 24 лютого 1983   | Камерун  | 22       | 0        |
| 23           | Коротецький Ігор Олександрович   | 13 вересня 1987  | Україна  | 10       | 0        |
| 3            | Де Олівейра Корреа Рожеріо       | 3 січня 1979     | Бразилія | 1        | 0        |
| 37           | Нєфєдов Валєнтін Валєнтіновіч    | 23 лютого 1982   | Росія    | 20       | 0        |
| Півзахисники |                                  |                  |          |          |          |
| 25           | Григорик Андрій В'ячеславович    | 31 березня 1988  | Україна  | 6        | 0        |
| 47           | Западня Артур Володимирович      | 4 червня 1990    | Україна  | 1        | 0        |
| 33           | Кірильчик Павел Васільєвіч       | 4 січня 1981     | Білорусь | 28       | 0        |
| 17           | Кашевський Микола Миколайович    | 5 жовтня 1980    | Білорусь | 22       | 4        |
| 77           | Оберемко Андрій Олександрович    | 18 березня 1984  | Україна  | 23       | 2        |
| 7            | Полянський Олексій Володимирович | 12 квітня 1986   | Україна  | 4        | 0        |
| 14           | Савін Артем Сергійович           | 20 січня 1981    | Україна  | 19       | 0        |
| 5            | Соляник Руслан Олексійович       | 8 серпня 1984    | Україна  | 15       | 0        |
| 16           | Тищенко Ігор Сергійович          | 11 травня 1989   | Україна  | 3        | 0        |
| 9            | Ярошенко Костянтин Юрійович      | 12 вересня 1986  | Україна  | 17       | 3        |
| Нападники    |                                  |                  |          |          |          |
| 15           | Іващенко Олександр Володимирович | 19 лютого 1985   | Україна  | 9        | 2        |
| 27           | Бяганський Павєл Вікєнцьєвіч     | 9 січня 1981     | Білорусь | 14       | 2        |
| 8            | Воробей Дмитро Сергійович        | 10 травня 1985   | Україна  | 27       | 5        |
| 62           | Кечеджі Олександр Ігорович       | 4 листопада 1989 | Україна  | 4        | 0        |
| 11           | Кривошеєнко Іван Васильович      | 11 травня 1984   | Україна  | 27       | 6        |
| 22           | Ксьонз Павло Сергійович          | 2 січня 1987     | Україна  | 6        | 0        |
| 28           | Ліма де Моура Северіно           | 17 травня 1986   | Бразилія | 17       | 2        |
| 13           | Мельник Ігор Миколайович         | 5 березня 1983   | Україна  | 9        | 1        |
| 4            | Мельник Вадим Васильович         | 16 травня 1980   | Україна  | 21       | 2        |
| 47           | Романов Руслан Ігоревич          | 2 лютого 1989    | Україна  | 1        | 0        |
| 18           | Ситник Олександр Борисович       | 2 січня 1985     | Україна  | 16       | 1        |
| 46           | Чорній Артем Олександрович       | 23 жовтня 1989   | Україна  | 2        | 0        |
| 24           | Чучман Ігор Романович            | 15 лютого 1985   | Україна  | 30       | 0        |

## «Карпати» (Львів)

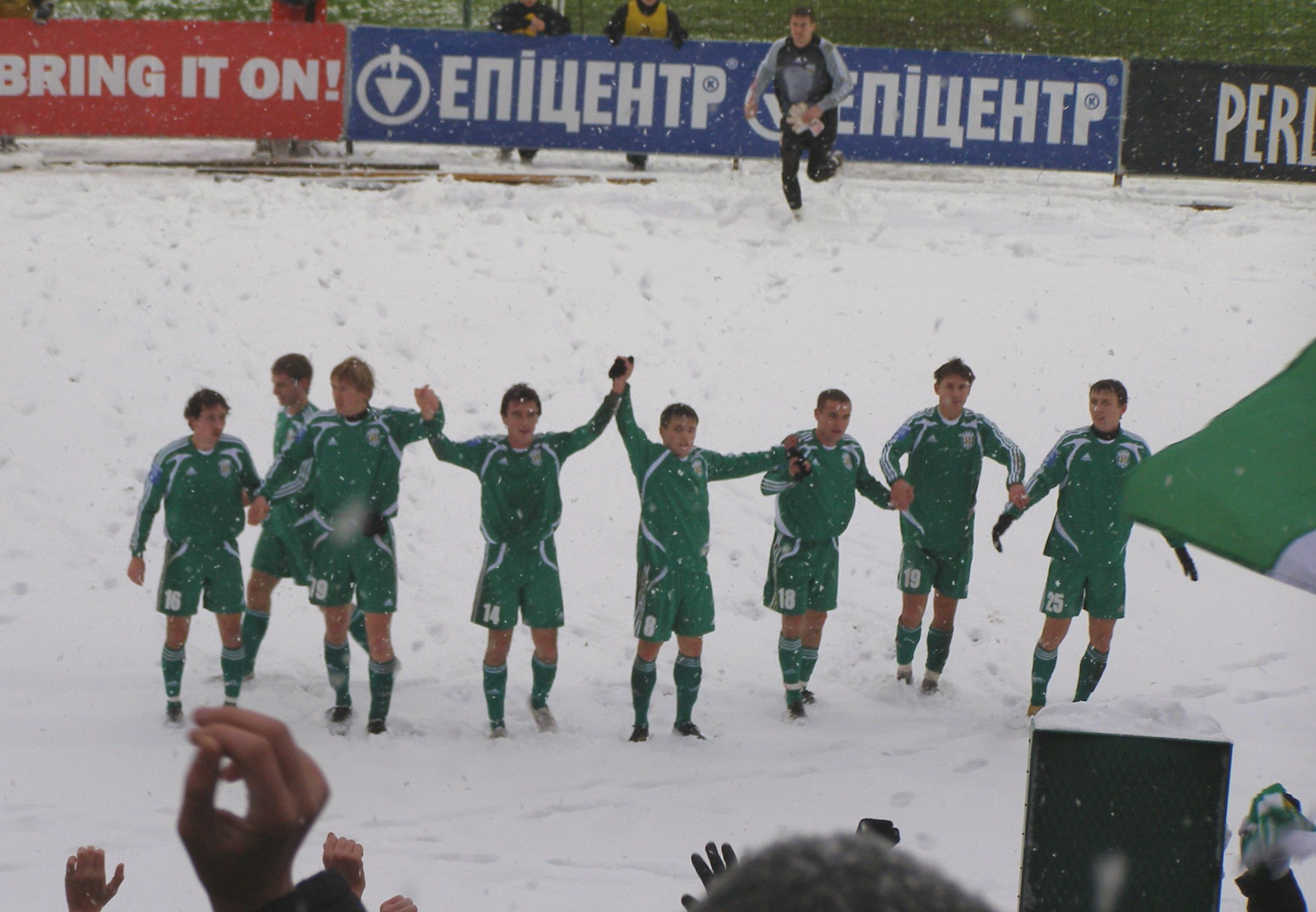
23 листопада 2008 року.

Головний тренер: Олег Кононов
| №            | Футболіст                         | Дата народження   | Країна   | Ігри     | Голи     |
| Воротарі     | Воротарі                          | Воротарі          | Воротарі | Воротарі | Воротарі |
| ------------ | --------------------------------- | ----------------- | -------- | -------- | -------- |
| 21           | Новак Андрій Юрійович             | 6 грудня 1988     | Україна  | 1        | 4п       |
| 1            | Романенко Всеволод Вадимович      | 24 березня 1977   | Україна  | 29       | 35п      |
| Захисники    |                                   |                   |          |          |          |
| 27           | Гурський Андрій Петрович          | 30 серпня 1988    | Україна  | 1        | 0        |
| 5            | Мілошевіч Іван                    | 3 листопада 1984  | Сербія   | 24       | 0        |
| 8            | Ощипко Ігор Дмитрович             | 25 жовтня 1985    | Україна  | 28       | 2        |
| 15           | Петрівський Тарас Степанович      | 3 лютого 1984     | Україна  | 21       | 0        |
| 33           | Тарасенко Євген Володимирович     | 3 березня 1983    | Україна  | 4        | 1        |
| 2            | Федорів Володимир Миколайович     | 29 липня 1985     | Україна  | 15       | 0        |
| Півзахисники |                                   |                   |          |          |          |
| 28           | Бідловський Володимир Зіновійович | 31 травня 1988    | Україна  | 3        | 0        |
| 7            | Годвін Самсон                     | 11 листопада 1983 | Нігерія  | 14       | 0        |
| 32           | Голодюк Олег Юрійович             | 2 січня 1988      | Україна  | 18       | 1        |
| 20           | Женюх Олег Васильович             | 22 березня 1987   | Україна  | 1        | 0        |
| 19           | Кобін Василь Васильович           | 24 травня 1985    | Україна  | 28       | 3        |
| 18           | Кополовець Михайло Михайлович     | 29 січня 1984     | Україна  | 22       | 1        |
| 14           | Пшеничних Сергій Миколайович      | 19 листопада 1981 | Україна  | 28       | 2        |
| 34           | Сагайдак Андрій Васильович        | 2 січня 1989      | Україна  | 1        | 0        |
| 25           | Ткачук Андрій Миколайович         | 18 листопада 1987 | Україна  | 26       | 0        |
| 16           | Худоб'як Ігор Ярославович         | 20 лютого 1985    | Україна  | 29       | 4        |
| Нападники    |                                   |                   |          |          |          |
| 99           | Гурулі Александер                 | 9 листопада 1985  | Грузія   | 22       | 1        |
| 11           | Зеньов Сергей                     | 20 квітня 1989    | Естонія  | 28       | 1        |
| 9            | Кожанов Денис Станіславович       | 13 червня 1987    | Україна  | 24       | 5        |
| 79           | Кузнецов Сергій Сергійович        | 31 серпня 1982    | Україна  | 23       | 10       |
| 55           | Тубіч Неманья                     | 8 квітня 1984     | Сербія   | 13       | 0        |
| 10           | Фещук Максим Ігорович             | 25 листопада 1985 | Україна  | 11       | 1        |
| 35           | Фурта Юрій Ярославович            | 31 травня 1988    | Україна  | 5        | 1        |

## «Кривбас» (Кривий Ріг)
Головний тренер: Олег Таран
| №            | Футболіст                          | Дата народження   | Країна   | Ігри     | Голи     |
| Воротарі     | Воротарі                           | Воротарі          | Воротарі | Воротарі | Воротарі |
| ------------ | ---------------------------------- | ----------------- | -------- | -------- | -------- |
| 12           | Боровик Євген Анатолійович         | 2 березня 1985    | Україна  | 12       | 6п       |
| 24           | Дейнеко Євген Анатолійович         | 15 жовтня 1985    | Україна  | 1        | 1п       |
| 1            | Куслій Артем Володимирович         | 7 липня 1981      | Україна  | 4        | 7п       |
| 23           | Лесько Артур Андреєвіч             | 25 травня 1984    | Білорусь | 2        | 7п       |
| 12           | Хіді Іслі                          | 15 жовтня 1980    | Албанія  | 12       | 15п      |
| Захисники    |                                    |                   |          |          |          |
| 33           | Ібанда Патрік Гійом                | 5 вересня 1978    | Камерун  | 2        | 0        |
| 22           | Андрієнко Денис Андрійович         | 12 квітня 1980    | Україна  | 9        | 0        |
| 4            | Грановський Олександр Анатолійович | 11 березня 1976   | Україна  | 21       | 0        |
| 3            | Грицай Олександр Анатолійович      | 30 вересня 1977   | Україна  | 10       | 0        |
| 15           | Карпенко Сергій Васильович         | 19 травня 1981    | Україна  | 9        | 1        |
| 6            | Ковальчук Петро Ярославович        | 28 травня 1984    | Україна  | 23       | 0        |
| 2            | Котелюх Олег Дмитрович             | 19 червня 1979    | Україна  | 2        | 0        |
| 15           | Матюхін Сергій Володимирович       | 21 березня 1980   | Україна  | 3        | 0        |
| 29           | Опря Анатолій Олександрович        | 25 листопада 1977 | Україна  | 22       | 0        |
| 35           | Пашаєв Павло Вагіфович             | 4 січня 1988      | Україна  | 10       | 0        |
| 14           | Радченко Олександр Борисович       | 19 липня 1976     | Україна  | 7        | 0        |
| 2            | Сілагайліс Артурс                  | 3 травня 1987     | Латвія   | 5        | 0        |
| 3            | Сердюк Вячеслав Олександрович      | 28 січня 1985     | Україна  | 16       | 0        |
| 5            | Шагойка Олександр Олександрович    | 27 липня 1980     | Білорусь | 18       | 0        |
| Півзахисники |                                    |                   |          |          |          |
| 11           | Бартуловіч Младен                  | 5 жовтня 1986     | Хорватія | 16       | 4        |
| 21           | Богомазов Андрій Юрійович          | 15 липня 1989     | Україна  | 5        | 0        |
| 16           | Буличев Юрій Петрович              | 12 жовтня 1982    | Україна  | 4        | 0        |
| 18           | Булку Ервін                        | 3 березня 1981    | Албанія  | 25       | 2        |
| 17           | Биликбаші Доріан                   | 8 серпня 1980     | Албанія  | 26       | 3        |
| 15           | Грицук Василь Васильович           | 21 листопада 1987 | Україна  | 1        | 0        |
| 10           | Костишин Руслан Володимирович      | 8 січня 1977      | Україна  | 27       | 2        |
| 30           | Максимов Олександр Олександрович   | 13 лютого 1985    | Україна  | 21       | 2        |
| 19           | Нагірний Ігор Михайлович           | 4 червня 1989     | Україна  | 2        | 0        |
| 28           | Павлов Віталій Сергійович          | 25 червня 1988    | Україна  | 2        | 0        |
| 21           | Ражков Ігар Аляксандравіч          | 24 червня 1981    | Білорусь | 14       | 0        |
| 5            | Рябов В'ячеслав Георгійович        | 21 червня 1989    | Україна  | 1        | 0        |
| 7            | Шелаєв Олег Миколайович            | 5 листопада 1976  | Україна  | 8        | 0        |
| Нападники    |                                    |                   |          |          |          |
| 9            | Балабанов Костянтин Олексійович    | 13 серпня 1982    | Україна  | 10       | 0        |
| 11           | Каракевич Роман Васильович         | 13 листопада 1981 | Україна  | 2        | 0        |
| 8            | Мелащенко Олександр Петрович       | 13 грудня 1978    | Україна  | 29       | 3        |
| 20           | Мотуз Сергій Сергійович            | 6 липня 1982      | Україна  | 22       | 3        |
| 7            | Сачко Василь Вікторович            | 3 травня 1975     | Україна  | 3        | 0        |
| 16           | Шапятовський Віталь Вітальєвіч     | 27 вересня 1983   | Білорусь | 4        | 0        |

## ФК «Львів»
Головні тренери: Степан Юрчишин (2008), Сергій Ковалець (2008-2009)
| №            | Футболіст                        | Дата народження | Країна   | Ігри     | Голи     |
| Воротарі     | Воротарі                         | Воротарі        | Воротарі | Воротарі | Воротарі |
| ------------ | -------------------------------- | --------------- | -------- | -------- | -------- |
| 1            | Марущак Мар'ян Осипович          | 10 травня 1979  | Україна  | 23       | 29п      |
| 23           | Радь Андрій Володимирович        | 16 березня 1988 | Україна  | 6        | 5п       |
| 30           | Шевчук Юрій Степанович           | 6 травня 1985   | Україна  | 2        | 5п       |
| Захисники    |                                  |                 |          |          |          |
| 4            | Ільків Ігор Богданович           | 15 березня 1985 | Україна  | 15       | 1        |
| 27           | Ващук Владислав Вікторович       | 2 січня 1975    | Україна  | 11       | 2        |
| 3            | Гальчук Любомир Богданович       | 18 вересня 1981 | Україна  | 15       | 0        |
| 25           | Жданов Олександр Миколайович     | 27 травня 1984  | Україна  | 28       | 0        |
| 22           | Кіцута Анатолій Вікторович       | 22 грудня 1985  | Україна  | 18       | 0        |
| 17           | Леонідов Олег Анатолійович       | 16 серпня 1985  | Україна  | 3        | 0        |
| 2            | Розгон Віталій Вікторович        | 23 березня 1980 | Україна  | 11       | 0        |
| 5            | Романюк Віталій Вікторович       | 22 лютого 1984  | Україна  | 28       | 2        |
| 21           | Шевелюхін Олександр Анатолійович | 27 серпня 1982  | Україна  | 10       | 0        |
| Півзахисники |                                  |                 |          |          |          |
| 14           | Баранець Борис Григорович        | 22 липня 1986   | Україна  | 29       | 2        |
| 8            | Баранець Григорій Григорович     | 22 липня 1986   | Україна  | 23       | 3        |
| 6            | Даньків Андрій Ігорович          | 23 січня 1987   | Україна  | 10       | 0        |
| 15           | Зозуля Дмитро Володимирович      | 9 червня 1988   | Україна  | 10       | 0        |
| 2            | Каваців Ярема Володимирович      | 10 лютого 1986  | Україна  | 8        | 0        |
| 28           | Котенко Іван Петрович            | 28 квітня 1985  | Україна  | 8        | 0        |
| 27           | Лупашко Владислав Вікторович     | 4 грудня 1986   | Україна  | 13       | 0        |
| 24           | Панас Вадим Володимирович        | 23 травня 1985  | Україна  | 29       | 2        |
| 7            | Федорчук Валерій Юрійович        | 5 жовтня 1988   | Україна  | 29       | 3        |
| Нападники    |                                  |                 |          |          |          |
| 10           | Гордієнко Дмитро Олександрович   | 2 березня 1983  | Україна  | 12       | 1        |
| 19           | Козак Михайло Степанович         | 20 січня 1991   | Україна  | 4        | 0        |
| 10           | Ліщук Олександр Сергійович       | 16 лютого 1986  | Україна  | 8        | 0        |
| 21           | Мандзюк Олександр Васильович     | 10 січня 1983   | Україна  | 12       | 4        |
| 20           | Мостовий Артем Олександрович     | 5 жовтня 1983   | Україна  | 3        | 0        |
| 20           | Полтавець Роман Вадимович        | 27 липня 1983   | Україна  | 10       | 0        |
| 9            | Худзік Павло Олександрович       | 29 квітня 1985  | Україна  | 28       | 4        |
| 11           | Яворський Тарас Ярославович      | 9 червня 1989   | Україна  | 1        | 0        |

## «Металіст» (Харків)
Головний тренер: Мирон Маркевич
| №            | Футболіст                       | Дата народження   | Країна      | Ігри     | Голи     |
| Воротарі     | Воротарі                        | Воротарі          | Воротарі    | Воротарі | Воротарі |
| ------------ | ------------------------------- | ----------------- | ----------- | -------- | -------- |
| 23           | Бажан Ігор Миколайович          | 2 грудня 1981     | Україна     | 7        | 6п       |
| 29           | Горяінов Олександр Сергійович   | 29 червня 1975    | Україна     | 23       | 19п      |
| Захисники    |                                 |                   |             |          |          |
| 5            | Бабич Олександр Олександрович   | 15 лютого 1979    | Україна     | 2        | 0        |
| 37           | Бордіян Віталі                  | 11 серпня 1984    | Молдова     | 27       | 1        |
| 2            | Конюшенко Андрій Вікторович     | 2 квітня 1977     | Україна     | 15       | 1        |
| 88           | Курілов Олексій Миколайович     | 24 квітня 1988    | Україна     | 2        | 0        |
| 27           | Майдана Джонатан Рамон          | 29 липня 1985     | Аргентина   | 20       | 0        |
| 22           | Обрадовіч Мілан                 | 3 серпня 1977     | Сербія      | 28       | 5        |
| 30           | Папа Гуйе                       | 7 червня 1984     | Сенегал     | 25       | 0        |
| 3            | Селін Євген Сергійович          | 9 травня 1988     | Україна     | 2        | 0        |
| 21           | Семочко Дмитро Дмитрович        | 25 січня 1979     | Україна     | 9        | 0        |
| 70           | Яхно Максим Анатолійович        | 3 квітня 1988     | Україна     | 1        | 0        |
| Півзахисники |                                 |                   |             |          |          |
| 19           | Барилко Сергій Володимирович    | 5 січня 1987      | Україна     | 3        | 0        |
| 18           | Березовчук Андрій Володимирович | 16 квітня 1981    | Україна     | 9        | 1        |
| 32           | Асеведо Вальтер Анібал          | 16 лютого 1986    | Аргентина   | 12       | 0        |
| 7            | Валяєв Сергій Валентинович      | 16 вересня 1978   | Україна     | 26       | 2        |
| 6            | Ганчаржик Северин Даніель       | 22 листопада 1981 | Польща      | 23       | 2        |
| 33           | Девіч Марко                     | 27 жовтня 1983    | Україна     | 24       | 8        |
| 4            | Джіре Абдулає                   | 28 лютого 1981    | Кот-д'Івуар | 1        | 0        |
| 8            | Де Ласерда Апаресіда Едмар      | 16 червня 1980    | Бразилія    | 27       | 4        |
| 20           | Поступаленко Антон Андрійович   | 28 серпня 1988    | Україна     | 6        | 0        |
| 25           | Рикун Олександр Валерійович     | 6 травня 1978     | Україна     | 18       | 0        |
| 9            | Слюсар Валентин Васильович      | 15 вересня 1977   | Україна     | 29       | 3        |
| 10           | Тришович Александар             | 25 листопада 1983 | Сербія      | 14       | 1        |
| 24           | Фомін Руслан Миколайович        | 2 березня 1986    | Україна     | 14       | 3        |
| Нападники    |                                 |                   |             |          |          |
| 28           | Бутенко Роман Анатолійович      | 30 березня 1980   | Україна     | 1        | 0        |
| 50           | Авеліно Коельо Джексон          | 28 лютого 1986    | Бразилія    | 23       | 11       |
| 26           | Зезе Венанс                     | 17 червня 1981    | Кот-д'Івуар | 14       | 1        |
| 11           | Олійник Денис Вікторович        | 16 червня 1987    | Україна     | 12       | 0        |

## «Металург» (Донецьк)
Головний тренер: Ніколай Костов
| №            | Футболіст                       | Дата народження | Країна     | Ігри     | Голи     |
| Воротарі     | Воротарі                        | Воротарі        | Воротарі   | Воротарі | Воротарі |
| ------------ | ------------------------------- | --------------- | ---------- | -------- | -------- |
| 31           | Воробйов Дмитро Олександрович   | 27 серпня 1977  | Україна    | 8        | 4п       |
| 66           | Дішлєнковіч Владімір            | 2 липня 1981    | Сербія     | 24       | 23п      |
| Захисники    |                                 |                 |            |          |          |
| 5            | Білозор Сергій Володимирович    | 15 липня 1979   | Україна    | 17       | 0        |
| 27           | Боавентура Вільям Клейт         | 14 лютого 1980  | Бразилія   | 17       | 0        |
| 14           | Воловик Олександр Ігорович      | 28 жовтня 1985  | Україна    | 12       | 0        |
| 27           | Дос Сантос Госалвеш Жоао Педро  | 15 квітня 1982  | Португалія | 10       | 0        |
| 28           | Леал Ногуейра Маріо Сержіо      | 28 липня 1981   | Португалія | 30       | 0        |
| 44           | Прийма Василь Миронович         | 10 червня 1991  | Україна    | 3        | 0        |
| 37           | Ситнік Олександр Сергійович     | 7 липня 1984    | Україна    | 16       | 2        |
| 4            | Чечер Вячеслав Леонідович       | 15 грудня 1980  | Україна    | 23       | 4        |
| Півзахисники |                                 |                 |            |          |          |
| 6            | Аракелян Арарат                 | 1 лютого 1984   | Вірменія   | 14       | 1        |
| 7            | Березовчук Андрій Володимирович | 16 квітня 1981  | Україна    | 11       | 0        |
| 18           | Дімітров Велізар Костадінов     | 13 квітня 1979  | Болгарія   | 26       | 4        |
| 23           | Данілав Аляксандр Анатольєвіч   | 10 вересня 1980 | Білорусь   | 1        | 0        |
| 33           | Даниловський Сергій Юрійович    | 20 серпня 1981  | Україна    | 18       | 2        |
| 3            | Зотов Олександр Сергійович      | 23 лютого 1975  | Україна    | 19       | 1        |
| 39           | Еке Санні Кінгслі               | 9 вересня 1981  | Нігерія    | 25       | 2        |
| 11           | Карицька Владзімір Міхайлавіч   | 6 липня 1979    | Білорусь   | 8        | 2        |
| 9            | Лазіч Джордже                   | 18 червня 1983  | Сербія     | 7        | 0        |
| 99           | Міщенко Олег Володимирович      | 10 жовтня 1989  | Україна    | 2        | 0        |
| 20           | Макрідіс Константінос           | 13 січня 1982   | Кіпр       | 24       | 3        |
| 8            | Ткаченко Сергій Вікторович      | 10 лютого 1979  | Україна    | 19       | 1        |
| 47           | Де Матос Перейра Фабіо          | 26 лютого 1982  | Бразилія   | 11       | 1        |
| 10           | Рібейро Фернандес Рікардо       | 21 квітня 1978  | Португалія | 27       | 8        |
| Нападники    |                                 |                 |            |          |          |
| 46           | Іванко Віталій Миколайович      | 9 квітня 1992   | Україна    | 3        | 0        |
| 21           | Мелконян Самвел                 | 15 березня 1984 | Вірменія   | 8        | 0        |
| 15           | Чіпріан Йон Тенасе              | 2 лютого 1981   | Румунія    | 8        | 3        |
| 30           | Тимченко Ігор Вікторович        | 16 січня 1986   | Україна    | 6        | 1        |
| 88           | Шищенко Сергій Юрійович         | 13 січня 1976   | Україна    | 21       | 1        |

## «Металург» (Запоріжжя)
Головні тренери: Анатолій Чанцев (2008), Олег Лутков (2008-2009)
| №            | Футболіст                        | Дата народження   | Країна   | Ігри     | Голи     |
| Воротарі     | Воротарі                         | Воротарі          | Воротарі | Воротарі | Воротарі |
| ------------ | -------------------------------- | ----------------- | -------- | -------- | -------- |
| 24           | Безотосний Дмитро Олександрович  | 15 листопада 1983 | Україна  | 2        | 3п       |
| 19           | Богуш Станіслав Олександрович    | 25 жовтня 1983    | Україна  | 1        | 0п       |
| 35           | Жук Володимир Миколайович        | 30 травня 1986    | Україна  | 13       | 15п      |
| 12           | Постранський Віталій Михайлович  | 2 серпня 1977     | Україна  | 15       | 12п      |
| Захисники    |                                  |                   |          |          |          |
| 2            | Васілєвіч Нікола                 | 19 грудня 1983    | Сербія   | 5        | 0        |
| 7            | Вернидуб Віталій Юрійович        | 17 жовтня 1987    | Україна  | 29       | 1        |
| 23           | Кривий Максим Вікторович         | 18 травня 1988    | Україна  | 3        | 0        |
| 35           | Кривцов Сергій Андрійович        | 15 березня 1991   | Україна  | 17       | 0        |
| 3            | Невмивака Дмитро Васильович      | 19 березня 1984   | Україна  | 29       | 4        |
| 21           | Нестеров Андрій Вячеславович     | 2 липня 1990      | Україна  | 3        | 0        |
| 6            | Перішіч Драган                   | 27 жовтня 1979    | Сербія   | 9        | 1        |
| 5            | Тейку Канган Адольф              | 23 червня 1990    | Камерун  | 10       | 1        |
| 20           | Цігарав Ян Аляксандравіч         | 10 березня 1984   | Білорусь | 26       | 0        |
| 2            | Челядзінський Арцьом Віктаравіч  | 29 грудня 1977    | Білорусь | 15       | 1        |
| Півзахисники |                                  |                   |          |          |          |
| 17           | Аржанов Володимир Олександрович  | 29 листопада 1985 | Україна  | 26       | 3        |
| 36           | Воробєй Максим Вікторович        | 27 лютого 1991    | Україна  | 2        | 0        |
| 15           | Гай Антон Анатолійович           | 25 лютого 1986    | Україна  | 1        | 0        |
| 27           | Годін Олексій Вячеславович       | 2 лютого 1983     | Україна  | 26       | 6        |
| 28           | Задоя Євген Ігорович             | 5 січня 1991      | Україна  | 1        | 0        |
| 39           | Опанасенко Євген Володимирович   | 25 серпня 1990    | Україна  | 10       | 0        |
| 14           | Польовий Володимир Олександрович | 28 липня 1985     | Україна  | 28       | 0        |
| 32           | Рудика Сергій Олександрович      | 14 червня 1988    | Україна  | 16       | 0        |
| 8            | Семененко Артем Андрійович       | 2 вересня 1988    | Україна  | 2        | 0        |
| 4            | Степаненко Тарас Миколайович     | 8 серпня 1989     | Україна  | 29       | 0        |
| Нападники    |                                  |                   |          |          |          |
| 16           | Алозі Міхаель Чіді               | 16 жовтня 1986    | Нігерія  | 21       | 3        |
| 9            | Кабанов Тарас Володимирович      | 23 січня 1981     | Україна  | 4        | 0        |
| 10           | Калонас Міндаугас                | 28 лютого 1984    | Литва    | 11       | 1        |
| 30           | Каськов Артур Геннадійович       | 18 листопада 1991 | Україна  | 4        | 2        |
| 11           | Лазарович Тарас Михайлович       | 22 квітня 1982    | Україна  | 11       | 0        |
| 31           | Пісоцький Євген Валерійович      | 22 квітня 1987    | Україна  | 12       | 0        |
| 44           | Сілюк Сергій Володимирович       | 5 червня 1985     | Україна  | 24       | 5        |

## «Таврія» (Сімферополь)
Головні тренери: Михайло Фоменко (2008), Сергій Пучков (2008-2009)
| №            | Футболіст                       | Дата народження   | Країна   | Ігри     | Голи     |
| Воротарі     | Воротарі                        | Воротарі          | Воротарі | Воротарі | Воротарі |
| ------------ | ------------------------------- | ----------------- | -------- | -------- | -------- |
| 41           | Бандура Олександр Вікторович    | 30 травня 1986    | Україна  | 5        | 8п       |
| 31           | Дикань Андрій Олександрович     | 16 липня 1977     | Україна  | 12       | 22п      |
| 1            | Старцев Максим Олександрович    | 20 січня 1980     | Україна  | 12       | 12п      |
| 1            | Тодіч Саша                      | 26 березня 1974   | Сербія   | 1        | 3п       |
| Захисники    |                                 |                   |          |          |          |
| 21           | Ільницький Тарас Іванович       | 4 березня 1983    | Україна  | 9        | 0        |
| 3            | Алундеріс Відас                 | 27 березня 1979   | Литва    | 8        | 0        |
| 23           | Артьоменко Олександр Петрович   | 19 січня 1987     | Україна  | 4        | 1        |
| 2            | Бойко Андрій Борисович          | 27 квітня 1981    | Україна  | 2        | 0        |
| 15           | Джурічіч Саша                   | 1 серпня 1979     | Хорватія | 9        | 0        |
| 5            | Добре Лучіан Міхаіл             | 25 вересня 1978   | Румунія  | 2        | 0        |
| 4            | Донець Андрій Анатолійович      | 3 січня 1981      | Україна  | 7        | 1        |
| 33           | Карамушка Олег Олександрович    | 30 квітня 1984    | Україна  | 9        | 0        |
| 16           | Марковіч Слободан               | 9 листопада 1978  | Сербія   | 18       | 1        |
| 11           | Монахов Антон Олександрович     | 31 січня 1982     | Україна  | 13       | 2        |
| 15           | Назаров Дмитро Аркадійович      | 3 серпня 1977     | Україна  | 10       | 0        |
| 17           | Свідерський Вячеслав Михайлович | 1 січня 1979      | Україна  | 5        | 0        |
| 50           | Ференчак Сергій Володимирович   | 27 квітня 1984    | Україна  | 6        | 0        |
| Півзахисники |                                 |                   |          |          |          |
| 24           | Бурдулі Владімер                | 26 жовтня 1980    | Грузія   | 2        | 0        |
| 19           | Галюза Ілля Сергійович          | 16 листопада 1979 | Україна  | 28       | 3        |
| 27           | Голайдо Денис Олександрович     | 3 червня 1984     | Україна  | 25       | 0        |
| 37           | Давидов Кирило Юрійович         | 6 листопада 1988  | Україна  | 1        | 0        |
| 13           | Зборовський Андрій Олегович     | 25 лютого 1986    | Україна  | 19       | 0        |
| 18           | Йокшас Андрюс                   | 12 січня 1979     | Литва    | 15       | 0        |
| 6            | Казанюк Олександр Федорович     | 4 січня 1978      | Україна  | 10       | 0        |
| 2            | Корнєв Андрій Володимирович     | 1 листопада 1978  | Україна  | 11       | 0        |
| 14           | Коробка Володимир Геннадійович  | 22 липня 1989     | Україна  | 1        | 0        |
| 22           | Любенович Желько                | 9 липня 1981      | Сербія   | 29       | 5        |
| 7            | Хайдучек Павел                  | 17 травня 1982    | Польща   | 22       | 1        |
| 8            | Шмаков Євген Вікторович         | 7 червня 1985     | Україна  | 5        | 0        |
| Нападники    |                                 |                   |          |          |          |
| 10           | Ідахор Ісі Лаки                 | 30 серпня 1980    | Нігерія  | 26       | 7        |
| 29           | Бобаль Матвій Матвійович        | 27 травня 1984    | Україна  | 8        | 0        |
| 20           | Гігіадзе Васіл                  | 3 червня 1977     | Грузія   | 19       | 1        |
| 11           | Гоменюк Володимир Михайлович    | 19 липня 1985     | Україна  | 17       | 2        |
| 9            | Ковпак Олександр Олександрович  | 2 лютого 1983     | Україна  | 28       | 17       |
| 28           | Фещук Максим Ігорович           | 25 листопада 1985 | Україна  | 7        | 0        |

## ФК «Харків»
Головний тренер: Михайло Стельмах
| №            | Футболіст                          | Дата народження  | Країна   | Ігри     | Голи     |
| Воротарі     | Воротарі                           | Воротарі         | Воротарі | Воротарі | Воротарі |
| ------------ | ---------------------------------- | ---------------- | -------- | -------- | -------- |
| 1            | Мацей Налєпа                       | 31 березня 1978  | Польща   | 8        | 14п      |
| 32           | Стойко Дмитро Вікторович           | 3 лютого 1975    | Україна  | 22       | 33п      |
| 22           | Ходанович Ігор Олексійович         | 7 квітня 1989    | Україна  | 2        | 3п       |
| Захисники    |                                    |                  |          |          |          |
| 3            | Козоріз Іван Миколайович           | 14 вересня 1979  | Україна  | 23       | 1        |
| 5            | Комарницький Віталій Станіславович | 2 серпня 1981    | Україна  | 29       | 0        |
| 4            | Корнутяк Володимир Петрович        | 24 липня 1983    | Україна  | 4        | 0        |
| 25           | Панкавец Аляксєй Юр'євіч           | 18 квітня 1981   | Білорусь | 23       | 0        |
| 8            | Самборський Володимир Сергійович   | 29 серпня 1985   | Україна  | 1        | 0        |
| 4            | Соколенко Андрій Євгенович         | 8 червня 1978    | Україна  | 5        | 0        |
| 50           | Фартушняк Андрій Петрович          | 24 березня 1989  | Україна  | 13       | 1        |
| 2            | Федота Дмитро Валерійович          | 25 вересня 1988  | Україна  | 1        | 0        |
| Півзахисники |                                    |                  |          |          |          |
| 18           | Іванов Олексій Володимирович       | 9 січня 1978     | Україна  | 19       | 0        |
| 27           | Бойченко Валерій Вікторович        | 26 лютого 1989   | Україна  | 4        | 0        |
| 21           | Городов Олексій Анатолійович       | 28 серпня 1978   | Україна  | 12       | 0        |
| 23           | Грінченко Микола Володимирович     | 27 лютого 1986   | Україна  | 5        | 1        |
| 35           | Гунчак Руслан Іванович             | 9 серпня 1979    | Україна  | 21       | 4        |
| 6            | Козюберда Сергій Сергійович        | 21 березня 1980  | Україна  | 5        | 0        |
| 11           | Ксьонз Павло Сергійович            | 2 січня 1987     | Україна  | 12       | 0        |
| 34           | Мілько Вадим Іванович              | 22 серпня 1986   | Україна  | 27       | 0        |
| 55           | Паламарчук Владислав Вікторович    | 29 серпня 1989   | Україна  | 3        | 0        |
| 20           | Скляр Олександр Сергійович         | 26 лютого 1991   | Україна  | 3        | 0        |
| 17           | Сучков Аляксєй Вячаслававіч        | 10 червня 1981   | Білорусь | 16       | 0        |
| 14           | Чеберячко Євгеній Олександрович    | 19 червня 1983   | Україна  | 28       | 1        |
| Нападники    |                                    |                  |          |          |          |
| 33           | Білий Максим Іванович              | 27 квітня 1989   | Україна  | 25       | 1        |
| 9            | Роша Батіста Вільям                | 27 липня 1980    | Бразилія | 9        | 2        |
| 15           | Жеребцов Віталій Сергійович        | 22 травня 1988   | Україна  | 1        | 0        |
| 9            | Кабанов Тарас Володимирович        | 23 січня 1981    | Україна  | 9        | 1        |
| 7            | Касьянов Артем Андрійович          | 20 квітня 1983   | Україна  | 20       | 1        |
| 11           | Піхур Олександр Віталійович        | 25 серпня 1982   | Україна  | 7        | 0        |
| 20           | Платон Руслан Сергійович           | 12 січня 1982    | Україна  | 26       | 4        |
| 10           | Рібейро Андерсон Мендес            | 2 липня 1981     | Бразилія | 19       | 2        |
| 19           | Сірик Артур Володимирович          | 17 лютого 1989   | Україна  | 1        | 0        |
| 21           | Ушаков Євген Сергійович            | 7 листопада 1989 | Україна  | 4        | 0        |

## «Чорноморець» (Одеса)
Головні тренери: Віталій Шевченко (2008), Віктор Гришко (2008-2009)
| №            | Футболіст                          | Дата народження   | Країна    | Ігри     | Голи     |
| Воротарі     | Воротарі                           | Воротарі          | Воротарі  | Воротарі | Воротарі |
| ------------ | ---------------------------------- | ----------------- | --------- | -------- | -------- |
| 34           | Пріходько Сергій Сергійович        | 9 травня 1984     | Росія     | 1        | 0п       |
| 1            | Руденко Віталій Миколайович        | 26 січня 1981     | Україна   | 7        | 7п       |
| 12           | Ширяєв Євген Юрійович              | 22 лютого 1984    | Україна   | 23       | 35п      |
| Захисники    |                                    |                   |           |          |          |
| 13           | Білецький Максим Андрійович        | 7 січня 1980      | Україна   | 26       | 0        |
| 55           | Бабич Олександр Олександрович      | 15 лютого 1979    | Україна   | 5        | 1        |
| 27           | Ващук Владислав Вікторович         | 2 січня 1975      | Україна   | 8        | 1        |
| 37           | Гришко Дмитро Сергійович           | 2 грудня 1985     | Україна   | 25       | 0        |
| 20           | Гуменюк Олег Анатолійович          | 3 травня 1983     | Україна   | 3        | 0        |
| 43           | Мельник Сергій Анатолійович        | 4 вересня 1988    | Україна   | 1        | 0        |
| 88           | Мжаванадзе Кахабер Нодарович       | 2 жовтня 1978     | Грузія    | 9        | 0        |
| 2            | Нижегородов Геннадій Олександрович | 7 червня 1977     | Росія     | 16       | 0        |
| 7            | Федоров Сергій Владиславович       | 18 лютого 1975    | Україна   | 1        | 0        |
| 5            | Шандрук Олег Миколайович           | 30 січня 1983     | Україна   | 28       | 0        |
| 18           | Яценко Олександр Іванович          | 24 лютого 1985    | Україна   | 13       | 0        |
| Півзахисники |                                    |                   |           |          |          |
| 8            | Бондаренко Володимир Петрович      | 6 липня 1981      | Україна   | 9        | 2        |
| 13           | Валєєв Рінар Салаватович           | 22 серпня 1987    | Україна   | 1        | 0        |
| 30           | Васкез Майдана Родріго Себастьян   | 4 листопада 1980  | Уругвай   | 13       | 3        |
| 35           | Владов Дмитро Михайлович           | 12 березня 1990   | Україна   | 6        | 0        |
| 8            | Гілазєв Руслан Накіфович           | 7 січня 1977      | Україна   | 6        | 0        |
| 4            | Гіменез Даміан Жоель               | 26 лютого 1982    | Італія    | 13       | 0        |
| 7            | Карицька Владзімір Міхайлавіч      | 6 липня 1979      | Білорусь  | 15       | 5        |
| 77           | Корнєв Андрій Володимирович        | 1 листопада 1978  | Україна   | 10       | 0        |
| 79           | Мельо Сільвейра Альваро Алехандро  | 13 травня 1979    | Уругвай   | 11       | 0        |
| 3            | Мельник Віктор Володимирович       | 11 серпня 1980    | Україна   | 23       | 1        |
| 11           | Нудний Сергій Вікторович           | 6 жовтня 1980     | Україна   | 12       | 0        |
| 17           | Політило Сергій Олегович           | 9 січня 1989      | Україна   | 8        | 0        |
| 28           | Ребенок Павло Вікторович           | 23 липня 1985     | Україна   | 17       | 0        |
| 14           | Силантьєв Ігор Ігорович            | 3 січня 1991      | Україна   | 2        | 0        |
| 23           | Тришович Александар                | 25 листопада 1983 | Сербія    | 4        | 0        |
| Нападники    |                                    |                   |           |          |          |
| 25           | Балашов Віталій Юрійович           | 7 лютого 1991     | Україна   | 2        | 0        |
| 71           | Вітті Пабло Ернесто                | 9 липня 1985      | Аргентина | 5        | 1        |
| 39           | Васін Денис Геннадійович           | 4 березня 1989    | Україна   | 12       | 1        |
| 11           | Венглінський Олег Миколайович      | 21 березня 1978   | Україна   | 2        | 0        |
| 19           | Діденко Анатолій Олександрович     | 9 червня 1982     | Україна   | 12       | 5        |
| 25           | Де ла Аса Уркуіза Паоло Жанкарлос  | 30 листопада 1983 | Перу      | 6        | 0        |
| 10           | Косирін Олександр Михайлович       | 18 червня 1977    | Україна   | 19       | 8        |
| 9            | Левига Руслан Іванович             | 31 січня 1983     | Україна   | 20       | 6        |
| 15           | Луценко Євген Валентинович         | 10 листопада 1980 | Україна   | 10       | 0        |
| 40           | Модебадзе Іраклі Іузайович         | 4 жовтня 1984     | Грузія    | 1        | 0        |

## «Шахтар» (Донецьк)
Головний тренер: Мірча Луческу
| №            | Футболіст                        | Дата народження   | Країна   | Ігри     | Голи     |
| Воротарі     | Воротарі                         | Воротарі          | Воротарі | Воротарі | Воротарі |
| ------------ | -------------------------------- | ----------------- | -------- | -------- | -------- |
| 30           | Пятов Андрій Валерійович         | 28 червня 1984    | Україна  | 24       | 11п      |
| 12           | Худжамов Рустам Махмудкулович    | 5 жовтня 1982     | Україна  | 6        | 5п       |
| Захисники    |                                  |                   |          |          |          |
| 55           | Єзерський Володимир Іванович     | 15 листопада 1976 | Україна  | 8        | 0        |
| 32           | Іщенко Микола Анатолійович       | 9 березня 1983    | Україна  | 13       | 0        |
| 5            | Кучер Олександр Миколайович      | 22 жовтня 1982    | Україна  | 15       | 0        |
| 18           | Левандовський Маріуш             | 18 травня 1979    | Польща   | 16       | 1        |
| 26           | Рац Дінча Разван                 | 26 травня 1981    | Румунія  | 17       | 0        |
| 3            | Хюбшман Томаш                    | 4 вересня 1981    | Чехія    | 22       | 1        |
| 27           | Чигринський Дмитро Анатолійович  | 7 листопада 1986  | Україна  | 23       | 1        |
| 36           | Чижов Олександр Олександрович    | 10 серпня 1986    | Україна  | 9        | 0        |
| 13           | Шевчук В'ячеслав Анатолійович    | 13 травня 1979    | Україна  | 14       | 0        |
| Півзахисники |                                  |                   |          |          |          |
| 11           | Перейра Діас Жуніор Ілсон        | 12 жовтня 1985    | Бразилія | 13       | 1        |
| 22           | Боржес да Сільва Вілліан         | 9 серпня 1988     | Бразилія | 29       | 5        |
| 19           | Гай Олексій Анатолійович         | 6 листопада 1982  | Україна  | 16       | 2        |
| 4            | Дуляй Ігор                       | 29 жовтня 1979    | Сербія   | 13       | 1        |
| 8            | Родрігес да Сільва Жадсон        | 5 жовтня 1983     | Бразилія | 26       | 1        |
| 23           | Кравченко Костянтин Сергійович   | 24 вересня 1986   | Україна  | 6        | 0        |
| 28           | Полянський Олексій Володимирович | 12 квітня 1986    | Україна  | 3        | 0        |
| 33           | Срна Дарійо                      | 1 травня 1982     | Хорватія | 25       | 4        |
| 44           | Федецький Артем Андрійович       | 26 квітня 1985    | Україна  | 5        | 1        |
| 7            | Роза Фернандо Луіз               | 4 травня 1985     | Бразилія | 21       | 5        |
| Нападники    |                                  |                   |          |          |          |
| 17           | Соуза да Сільва Луіс Адріано     | 12 квітня 1987    | Бразилія | 12       | 4        |
| 25           | Лемос да Сільва Еваеверсон       | 16 червня 1980    | Бразилія | 12       | 5        |
| 21           | Гладкий Олександр Миколайович    | 24 серпня 1987    | Україна  | 26       | 4        |
| 9            | Кастільо Нері Альберто           | 13 червня 1984    | Мексика  | 4        | 1        |
| 99           | Морено Мартінс Марсело           | 18 червня 1987    | Бразилія | 14       | 2        |
| 10           | Селезньов Євген Олександрович    | 20 липня 1985     | Україна  | 26       | 7        |
| 24           | Фомін Руслан Миколайович         | 2 березня 1986    | Україна  | 2        | 0        |